# Holmens Kirke
Holmens Kirke er en kirke i København ved Holmens Kanal i Indre By. Den er sognekirke for både Bremerholmen/Gammelholmen, Slotsholmen og for søens folk, herunder Søværnet. Den er også hovedkirke i Holmens Provsti, og dens førstepræst har titel af Holmens provst.
Bygningen var ankersmedje, til den i 1619 blev ombygget til kirke under Christian 4., da der ved bygningen af sømandsboliger i området blev brug for en kirke til den øgede befolkning. I 1641 blev kirken udvidet til den korskirke, vi ser i dag. Ved den lejlighed blev inddraget et "tårn" i kirkebygningen, som var bygget ved sydvestgavlen for at kamuflere smedjen.
Holmens Kirke har undgået Københavns store brande, og meget af dens interiør er det originale fra 1600-tallet. Her kan fremhæves altertavlen og prædikestolen, som begge er træskærerarbejder udført i 1691 af Abel Schrøder den Yngre samt orgelfacaden fra 1738, som skyldes Lambert Daniel Kastens.
I 1705 blev der tilføjet et stort gravkapel til kirken med mange bevarede gravminder i form af epitafier, sarkofager, gravsten og kisteplader. De mest kendte er for Niels Juel, Tordenskjold og C.F. Hansen.
Margrethe 2. blev døbt i kirken 14. maj 1940 og gift med Prins Henrik den 10. juni 1967. Kronprins Frederik og Kronprinsesse Marys tvillinger blev døbt den 14.04.2011.

## Historie
I middelalderen lå Bremerholm nord for Slotsholmen i København. Den holm (ø) kaldes i daglig tale Holmen. I 1500-tallet blev det indre sejlløb, Dybet, fyldt op, så området teknisk set ikke længere var en ø. En kanal – Holmens Kanal – gik fra Slotsholmskanalen omtrent fra den nuværende Børsbro til, hvor det Kgl. Teater nu ligger. Den gav sammen med Nyhavn den ydre del af området karakter af en halvø. På denne halvø anlagde Christian d. 3. et orlogsværft, som blev synonymt med navnet Holmen.
Da orlogsværftet flyttede til Nyholm på Christianshavn, flyttede navnet Holmen med, og Bremerholm blev derefter kaldt Gammelholm, et navn der er gået af brug. Holmens Kanal blev fyldt op i 1860'erne, men navnet lever videre som gadenavn lige som Bremerholm.

### Ankersmedjen
I 1562-63 byggede Frederik d. 2. en ankersmedje til Holmen, som lå på den anden side af Holmens Kanal ned mod Slotsholmskanalen. Bygningen fik en atypisk udformning, idet der blev taget hensyn til udsigten fra slottet på Slotsholmen. Den egentlige smedje blev skjult bag en højere udbygning, kaldet "tårnet", som fik en gavl i italiensk stil mod slottet, udformet af kongens bygmester Peter de Dunckers. Gavle af lignende type ses i Danmark kun på herregården Rosenholm ved Århus. Tårnet husede dels Holmens smedemester, dels Mønten (til 1593). I 1617 blev der bygget en ny og større smedje på Holmen, og den gamle blev brugt som toldbod og navigationsskole.

### Den første kirke
I 1617 havde Christian d. 4. bygget boliger til orlogsflådens folk i området mellem Sankt Nikolaj Kirke og Holmen, de såkaldte Skipperboder. Den øgede befolkning i området gjorde det nødvendigt med en ny kirke, som Christian d. 4. lod indrette i den tidligere ankersmedie.
Ankersmedien blev ombygget til kirke, uden at det i første omgang medførte ændringer i bygningens grundplan. Kirken blev indviet 5. september 1619, men regnskaberne viser, at håndværkerne stadig arbejdede på kirken et stykke ind i 1620.
Bygningen havde en vis lighed med en landsbykirke med det højere tårn som "kirketårn" i den ene ende, men tårnet var ikke en del af kirken, og klokkerne var anbragt i en tagrytter i den modsatte ende.
Indretningen af den første kirke er usikker. Altertavlen må have været anbragt ved væggen ind mod tårnet, da der ikke er andre muligheder. Der var en dør i den modsatte ende og en dør ud mod Skipperboderne (dengang Størestræde, nu Holmens Kanal), som kaldtes den store kirkedør.

### Korskirken
Kirken blev hurtigt for lille, og allerede i 1641 blev det besluttet at udbygge den til en korskirke. Tårnet blev nu inddraget i kirken, og resten af bygningen blev bygget op i samme højde. De to nye, tværgående arme er lidt kortere end de langsgående. Leonhard Blasius var bygmester på kirken, men alt tyder på, at det var kongen, der bestemte kirkens udformning efter forbillede i Glücksburgs slotskirke.
Den oprindelige tårngavl bliver kaldt Vestgavlen selv om den vender nærmest stik sydvest. De andre gavle bliver følgelig kaldt Nordgavlen, Østgavlen og Sydgavlen (se planskitsen). Kirkens fire arme har også egne navne, nemlig Korgangen, Kaptajnsgangen, Skippergangen og Urtegårdsgangen.
De tre nye gavle blev udformet i samme stil som vestgavlen mod slottet, men ikke helt mage til. Hvor vestgavlen af kendere betragtes som en lille arkitektonisk perle, så anses de udformninger, som de nye gavle fik, som – visuelt – væsentlig ringere løsninger.
Væggene er af teglsten på et højt fundament af granitblokke. De nye korsarme blev bygget i gule mursten, som er mindre end tårnets munkesten. For at få et ensartet udseende på bygningen, blev murene malet med kalkfarve i gule og røde vandrette striber, hvorpå der blev malet hvide "mørtelstriber" for at få det til at ligne mursten. At de vandrette gule og røde striber svarer til oldenborgernes våben er næppe en tilfældighed.
Der var indgange i hver af de tre nye gavle, men dén i nordgavlen var hovedindgangen. Portalen fra 'den store kirkedør' i den første kirke blev flyttet ud i gavlen og forsynet med et større topstykke.
Det oprindelige udseende af topstykket er ikke helt klart, da kilderne divergerer, men det var større, end det er i dag.
- Vestgavl.
- Nordgavl.
- Østgavl.
- Sydgavl.

I de nye korsarme blev der anbragt tre vinduer i gavlen og i hver sidemur, med ensartet afstand. Korarmen afviger fra dette mønster, formodentlig fordi vinduesåbningerne fra tårnet er bevaret. Vinduerne var 10 alen høje og 2 alen bredde (ca. 6,3 m x 1,25 m), rundbuede og med jernsprosser. Karmene var uden sandstenspynt. I gavlene er der visse afvigelser fra skemaet, bl.a. betinget af portalerne. I de nye gavle er der yderligere tre mindre vinduer i gavltrekanten, med samme bredde og placeret i samme rytme som hovedvinduerne.
Taget var oprindelig skifertækket, og midt over korsskæringen blev anbragt et klokkespir i to etager med klokkerne i den nederste. Dette spir har givet anledning til en del problemer i tidens løb, da tagets trækonstruktion ikke var stærk nok til at bære vægten. I 1698 og igen i 1793 blev konstruktionen forstærket, men først i 1930, da det fik en jernkonstruktion, blev sammensynkningen stoppet. Det skønnes, at spiret i dag sidder 60 cm lavere, end da det blev bygget.

### Senere ændringer
Københavns store brande (1728 og 1795) gik uden om Holmens Kirke, og bombardementerne i hhv. 1658 og 1807 tilføjede kun bygningen mindre skade, så kirkens grundlæggende form er i dag den samme, som da den blev bygget. Der sidder dog en kanonkugle indlejret i soklen på korets nordside, som angiveligt stammer fra svenskernes bombardement i 1658.
På kirkens grundplan i Thurahs Den danske Vitruvius fra 1740 vises tre udvendige trappetårne. Ét ved korets nordside, ét i hjørnet mellem Urtegårdsgangen og Skippergangen og ét i hjørnet mellem Kaptajnsgangen og Skippergangen. Det førstnævnte kan stadig ses i den form, det fik ved ombygningen i 1872. Det menes at stamme fra korskirkens start og har til at begynde med været kongens private adgang til kongestolen.
Under Frederik d. 3. blev kongestolen flyttet til hjørnet mellem Urtegårdsgang og Skippergang, og trappetårnet her må derefter have fungeret som kongens private adgang. Det blev nedrevet i 1834. Om det sidste trappetårn vides kun, at det må have eksisteret, da Thurah tegnede grundplanen.

#### 1600-1700
I 1660, da korurtegården blev anlagt, blev der bygget et kapel med to gravkrypter langs korets nordside ud mod kanalen. Målene var ca. 7,5 x 3,5 m. Kapellet blev også anvendt som sakristi. Bygningen blev fjernet i 1872. I 1660'erne blev der lavet en tilbygning udenpå sydportalen, som blev kaldt det nye kapel, ligeledes med to gravkrypter, men som vist primært fungerede som vindfang og trappetårn til pulpiturene i Urtegårdsgangen. Gravstederne blev så vidt vides først taget i brug i 1690'erne. Bygningen stod til 1834.
I 1688 begyndte skiftet af skifertaget til kobber, men på grund af kirkens dårlige økonomi varede det til 1701, før det hele var udskiftet.
I 1697 blev der bygget et kapel til Niels Juel i hjørnet mellem Korgangen og Urtegårdsgangen. Det var tegnet af Ernst Brandenburger, og det målte ca 6,3 m langs Korgangen og ca. 5,5 m langs Urtegårdsgangen. Højden var 6,9 m. Efter at Juels store gravmæle i 1709-10 blev opstillet i det store kapel fra 1705 (se nedenfor), blev bygningen fjernet.

#### 1700-1800
Der blev foretaget reparationer af både fundament og tag i 1747 og årene før. Indvendig blev der lavet nye pulpiturtrapper, og der blev ændret ved stolene, men detaljer foreligger ikke.
For at få mere lys ind i kirken blev de øverste vinduer i nord- og sydgavl forlænget nedad gennem gesimsen i 1756. De blev tilbageført til oprindelig størrelse i 1872.
I 1763 var det meste af den oprindelige røde og gule kalkfarve vasket af, og alle murene inklusive kapel og hegnsmure blev malet over med perlegrå oliefarve. Dette udseende stod kirken med til 1872.
I 1770 blev der bygget et nyt sakristi på det sted, hvor Niels Juels gravkapel stod fra 1697-1709. Bygningskvaliteten har åbenbart ikke været særlig høj, for allerede i 1789 var træværket forrådnet, og bygningen blev revet ned igen.

#### 1800-1900
Efter bombardementet i 1807 blev der udført reparationer på tårnur og tag, og i 1828-29 blev der foretaget en større istandsættelse af kirkens ydre, men der foreligger ingen detaljer om disse arbejder.
Til gengæld er hovedreparationen i 1834-36 veldokumenteret. Her skal bare nævnes de vigtigste ændringer ved den udvendige bygning (ændringer i interiøret beskrives nedenfor, under interiør).
Som tidligere nævnt blev trappetårnet i hjørnet mellem Skipper- og Urtegårdsgang fjernet og erstattet af en dør, som gav adgang til de nederste herskabsstole. "Det nye kapel" blev også nedrevet og erstattet af et vindfang med trappe til pulpiturerne i vestsiden. De fire vinduer i korets nordside samt et i Urtegårdsgangens vestside blev gjort mindre ved at hæve sålbænken. Taget, som var sunket ned på midten under spirets vægt, blev hævet. Det medførte ændringer ved både gesimsen under tagkanten og ved gavltrekanternes volutter. Samtidig blev kobbertækningen erstattet af sortglaserede tegl.
I 1860'erne skete der en omlægning af gaderne omkring kirken, som medførte nogle ændringer i kirkegårdens afgrænsninger og adgangsforholdene til kirken. Som følge deraf undergik kirken en større ombygning i 1871-72 under arkitekt Ludvig Fenger. Den gamle hegnsmur blev fjernet, og der blev sat et støbejernsgitter omkring kirken og kirkegården, på nær korurtegården. I korurtegården blev der bygget en ny større skriftestol langs Slotsholmskanalen, forbundet til koret af en mindre bygning med præsteværelser m.m. Bygningerne blev udført i samme stil som det store kapel. Korurtegårdens afgrænsning mod den nuværende Holmens Kanal blev lukket med en ny mur med hoved- og sideportaler fra den gamle hegnsmur indsat. Der blev også bygget et nyt trappetårn i korurtegården.
Murene på både kirke og kapel blev renset for tidligere overfladebehandlinger, og kapellet kom til at stå i sine oprindelige farver med rød blankmur og grå pilastre. Selve kirken med dens uensartede mure blev pudset rød med malede hvide furer.
Ved den samtidige ombygning af Roskilde Domkirke blev Christian d. 4.'s portal fra 1635 til overs, og den blev sat på Holmens Kirkes østgavl. Derved overtog østindgangen rollen som den vigtigste indgang fra nordportalen. Vindfanget fra 1836 på sydgavlen blev fjernet, og indgangen fik en portal lavet af dele af den gamle hegnsmur. I vestgavlen blev de tre store vinduer, som længe havde været delvis tilmuret, lukket helt og erstattet af blændinger, som det ses i dag. Ændringer i kirkens indre ved denne istandsættelse behandles nedenfor under interiør.

#### 1900-
I 1919 blev kirkens stenhuggerarbejder istandsat, og i 1929 blev det hvælvede stukloft istandsat, nødvendiggjort af nedsynkningen af spirkonstruktionen. Som nævnt fik spiret en ny jernunderstøtning omkring dette tidspunkt.
Som forberedelse til tronfølgerbrylluppet i 1967 undergik kirken en større renovering. Ved denne lejlighed blev bl.a. bræddegulvet i korsgangene udskiftet med fliser af ølandssten.
I 1984-85 blev vestgavlen istandsat og opmalet. De øvrige facader synes også at være blevet opmalet, måske også pudset op, i nyere tid, men det er ikke lykkedes at få oplyst årstallet.

#### Det store gravkapel
På trods af kirkens dårlige økonomi tilføjedes i 1705 det store kapel langs kanalen på korets sydside, vel i det håb, at indtægterne fra begravelserne i kapellet ville blive større end udgifterne. Bygningen er tegnet af stadsbygmester Johan Conrad Ernst og skulle oprindeligt have haft tag med høj rejsning ligesom korskirken, men da spærene var rejst, opdagede kongen, at det ville tage noget af hans udsigt fra slottet til orlogsværftet, og arkitekten fik besked på at ændre det til et fladt tag. Det har så også medført, at den frontispice som utvivlsomt var planlagt over midterrisaliten på vestfacaden, måtte udelades.
På grund af kanalernes forløb ligger kapellet ikke vinkelret på kirken, og sydgavlen er også skåret skråt af, så kapellets grundplan er trapezformet med den lange side (59 m) mod Slotsholmen. Kapellet er opbygget som én stor sal, hvorunder der er anlagt 36 krypter – 34 med samme størrelse i to rækker, plus én større i hver ende med uregelmæssig grundplan. Adgangen til krypterne skete oprindeligt gennem lemme i salens gulv, og det var ikke planen, at der skulle stå kister i salen. Det ændrede sig dog hurtigt, og allerede omkring 1710 kom gravkapeller til Niels Juel og Niels Benzon.
Facaden mod Slotsholmen er opdelt med pilastre i 21 fag svarende til kryptsystemet (2 fag for hver endekrypt). Hvert fag har et stort vindue til salen og et mindre til krypten. Imellem disse er der en oval blænding med malede sprosser, som aldrig har fungeret som vindue. De er formodentlig kun med, for at facaden skulle passe til den hegnsmur, der dengang afgrænsede kirkegården mod gaden på nordsiden (nuværende Holmens Kanal).
Kapellets langside mod kirkegården fik ikke de oprindeligt planlagte vinduer til salen, men blev udstyret med enklere blændinger. I sydgavlen var der vinduer, men ved indretningen af Juels kapel blev den skrå bagvæg rettet op, hvorved der dannedes et utilgængeligt rum bag disse vinduer, som blev blændet. I 1936 ændredes den anden ende af kapelsalen med Benzons kapel, så salen nu er rektangulær. Det bagved liggende rum anvendes som redskabsrum.
I 1911 blev krypten bygget om under ledelse af Gotfred Tvede. Han anlagde en midtergang (som afkortede krypternes længde), og der blev indrettet en dør dertil i kapellets sydgavl. Adgangslemmene i salen blev fjernet, og hele gulvet dækket med fliser. Ved samme lejlighed repareredes salens stukloft og gravminder.

## Kirkebygningen
Holmens Kirke fremstår i dag i stort set den form, som den fik ved renoveringen i 1872. Dette gælder dog ikke overfladen på murværket, som dengang blev renset af og pudset rødt med malede fuger. I dag står korsbygningen med en bemaling i en rød grundtone, men med enkelte sten malet i gule og violette nuancer i et system, der er så "systematisk tilfældigt", at det ser meget kunstigt ud. Vestgavlen har undgået denne skæbne og fremstår i en blakket teglrød farve. Fugerne er malet grå, og vinduer og hjørner er markeret med sandstensbeklædning. Det store kapel og de mindre tilbygninger står i deres oprindelige blankmur.
Vinduerne er i klart glas og for størstedelen jernindfattede. Undtagelsen er de nederste vinduer i østgavlen, som har sandstensindfatning.
Tagene på kirken og de mindre tilbygninger er tækket med sortglaserede teglsten. Spiret er beklædt med kobber i lighed med den lille tagrytter på den store skriftestols tag.
I indhakket mellem kapellet og Urtegårdsgangen er der opstillet en lille bygning, der bedst kan betegnes som en skurvogn, og som er forbundet til forrummet til den lille skriftestol. Bygningen har fladt tag og er malet mørkeviolet. Den indeholder kordegnekontor og tekøkken.
Selv om de to skriftestole har beholdt deres betegnelser, så benyttes de selvfølgelig ikke som skriftestole i dag, men i stedet som mødelokaler.

## Interiør
Kirkens loft er udformet som fladbuede tøndehvælv opdelt i felter med ribber i stuk og med ornamenter i form af englefigurer og frugtklynger. Udseendet er grundlæggende uændret, siden kirken blev bygget, men ornamenterne er blevet repareret flere gange i tidens løb, blandt andet på grund af spirets tryk på konstruktionen.
Den væsentligste ændring i stukkaturerne er udskiftningen i 1776 af ornamentet i korsskæringen med et blomstermotiv. Det var tidligere et rigsvåben, meget lig det, som stadig kan ses i Trinitatis Kirke i København. Blomsterornamentet er fornyet i 1929.
Korgitteret stod oprindeligt neden for trappen til koret og var omkring 250 cm højt. Oven på det stod et antal træfigurer fra Abel Schrøders værksted, hvoraf kun fire profetfigurer kendes med sikkerhed. (De små figurer langs opgangen til prædikestolen kan muligvis stamme fra korskranken.) I 1834 blev gitteret flyttet op ovenfor kortrappen og gjort lavere. Træfigurerne blev flyttet op på orgelskranken. To søjler fra korskranken blev anbragt under altertavlen (se nedenfor). I 1872 blev lågerne i gitteret fjernet, og gitteret ført ned ad trappen som gelændere. Profetfigurerne blev sat tilbage på gitteret. I 1908 blev der ændret ved gelænderne, som blev udstyret med hjørnestolper i form af hermer, den ene gammel, den anden en ny kopi. Sådan stod det stadig i 1959, men siden da er det blevet ændret til sin nuværende form, hvor gitteret kan foldes tilbage, og de kraftige gelændere med messingbalustre er afløst af nogle mere enkle gelændere. Profeterne står nu på orgelpulpituret foran den hvide væg, som danner organistkontor og korøverum bag orglet.
Den seneste ændring af korgitteret er sandsynligvis sket samtidig med, at gulvet i 1960'erne blev belagt med store grå fliser i ølandssten, hvori de gamle gravsten er indfældet. I korsskæringen er der indhugget en stor kompasrose, designet af billedkunstneren Inge-Lise Kofoed.
I nordenden af Kaptajnsgangen blev i 1969 ophængt to malerier af Richard Mortensen, Norsk suite, på hver sin side af indgangen. I 1994 blev der ophængt to gobeliner af Naja Salto, Skabelsen og Det ny Jerusalem, på hver sin side af indgangen i Skippergangens østende. Gobelinerne erstattede to andre, som var blevet stjålet, men der foreligger ingen andre oplysninger om disse.
Til venstre for alteret, dvs. i korets sydvæg, blev der i 1991 indsat en tyverisikret boks til altersølvet med brudsikre glasdøre, så klenodierne kan beses af kirkens gæster. Boksen er placeret umiddelbart under Elisabeth Holst og Peder Hoppes epitafium og erstatter et opbevaringsrum fra 1907 med gitterværk foran.
- Interiør fra Skippergangen.
- Interiør fra Korgangen.
- Interiør fra Kaptajnsgangen.
- Interiør fra Urtegårdsgangen.
- Kompasrose i gulvet i korsskæringen.
- Naja Saltos gobelin "Skabelsen" i Skippergangens østende.
- Kirkesølvet i boksen.

### Pulpiturer og stole
I den første kirke var stolene udsmykket af Engelbret Melstede, som også lavede altertavlen, men af stolene er intet bevaret. Der er ingen sikre kilder til, om der var pulpiturer i den ombyggede smedie, men det er sandsynligt, da det var normalt i kirkerne på den tid og sikkert også nødvendigt for at skaffe pladser nok i det forholdsvis lille rum. I 1620 nævnes for første gang en kongestol, men om dens placering vides ikke noget.
Da kirken blev udvidet til korskirke i 1640'erne, blev den indrettet med 3 pulpiturer rundt langs alle vægge, på nær Korgangens syd- og vestvægge. Det hele var understøttet af 36 jernsøjler, som dog ikke var nok til at klare belastningen, så med tiden kom pulpiturerne til at hænge faretruende ind mod midtergangene. Kongestolen og orglet fandtes på det midterste pulpitur, og i starten var kongestolen placeret i korets nordside. I 1660'erne finder vi kongestolen på hjørnet af Skippergangen og Urtegårdsgangen. Det er formodentlig blevet udskiftet og flyttet i forbindelse med installeringen af den nye altertavle og prædikestol.
I 1750'erne turde man ikke længere bruge de gamle pulpiturer, og de blev udskiftet i hele kirken. De nye pulpiturer fik 4 etager, hvoraf det nederste dog kun var hævet lidt i forhold til stolestaderne (formodentlig på samme måde som de hævede stole, som stadig findes på Kaptajns- og Urtegårdsgangenes østside). Det hele var malet perlegråt efter tidens mode. De fleste af pulpiturpladserne var indrettet som lukkede loger med vinduer, som det stadig kan ses i Christians Kirke på Christianshavn. I kirkens sydside var pulpiturerne på øverste niveau dog åbne og forbeholdt matroserne. Der blev også lavet en ny kongestol med billedskærerarbejder udført af C.F. Stanley. Placeringen var den samme som for dens forgænger.
Ved renoveringen i 1834-36 blev vinduerne i logerne sløjfet, og på øverste niveau i nordsiden blev logerne helt fjernet, så der kom mere symmetri i indretningen. Kongestolen fik dog lov at beholde vinduerne.
Ved den store ombygning i 1872 blev det hele udskiftet med et enkelt pulpitur, svarende til midterpulpituret i den oprindelige indretning, langs alle sidevægge på nær korets sydvæg. Det er tegnet i renæssancestil af Ludvig Fenger. Kongestolen blev igen placeret i korgangens nordside. Ved denne lejlighed blev der også indrettet nye vestibuler ved de tre indgange med nye trapper op til pulpituret. I enderne af Kaptajns- og Urtegårdsgangen har man bibeholdt de to øvre pulpiturer, hvor det øverste åbne stadig betegnes Matrosloftet.
Ved ombygningen til korskirke blev der lavet nye stolestader med gavle skåret af Henrich Balche, og selv om stolestaderne er blevet ændret både i 1688, 1717, 1797, 1834 og 1872, så har gavlene overlevet til i dag. Gavlene var tidligere forsynet med klapsæder, men de blev fjernet i 1834, og i 1872 blev gavlene udsmykket med pilastre, så de passede til de nye pulpiturer.

### Altertavler
I 1619 havde kirken en altertavle i sen renæssancestil, som formodentlig var lavet af billedskæreren Engelbret Melsted og stafferet af Helge maler. Tavlen stod sandsynligvis i vestenden af den første kirke op mod tårnet, og blev efter ombygningen til korskirke anbragt i det nye kor, altså det tidligere tårn. Her stod den til 1661, hvor den blev solgt til Grenaa Kirke.
I 1661 blev den nuværende altertavle installeret. Den er udført og signeret af Abel Schrøder den Yngre. Tavlen fremstår i egetræets naturlige farve, som den også har gjort oprindeligt, men fra 1739 til 1872 var den malet gul.
I 1834 opstillede man to søjler, som stammede fra den tidligere kordør, under yderpunkterne af tavlens vinger, så det så ud som om, de understøttede disse. Mellem søjlerne og alteret hang forhæng, som gav adgang til et lille rum bag alteret. Søjlerne er fjernet igen i nyere tid (årstal?), men kan ses på billedet fra 1959 i Danmarks Kirker. Forhængene sidder nu mellem altertavlen og bagvæggen, så de ikke ses forfra.
På tavlens bagside er der en malet indskrift, som nævner forskellige begivenheder i kirkens historie. Den synes at være påbegyndt kort efter tavlens opstilling og er blevet opdateret frem til 1702. Teksten er for lang til at blive gengivet her i sin helhed, men den starter med: "Vdi CHRISTIANI QUARTI Tiid / ANNO 1619 den 5 sept: Er dette sted Indviet til en kirke, Aff superintendenten Docter Hans Resen." (Den fulde tekst kan ses på wikisource.)

### Prædikestole
Der findes ingen oplysninger om, hvordan prædikestolen så ud i den første kirke, og heller ikke de første år efter ombygningen til korskirke, men man må antage, at der har været en.
I 1662 blev den nuværende prædikestol sat op på korsskæringens sydvestlige hjørne. I lighed med altertavlen er den skåret af Abel Schrøder den Yngre og står i egetræets naturlige farve, bortset fra kongens monogram, som er forgyldt. Der er ingen forlydender om, at den nogensinde skulle have været malet, som altertavlen var det.
Prædikestolen er den ældste bevarede i København og samtidig den rigest udsmykkede. Den går fra gulv til loft og består af billedskærerarbejder fra Mosesfiguren, som understøtter kurven, op til Kristusfiguren på toppen af den store lydhimmel.

### Døbefonte
Kirkens første døbefont vides ikke andet, end at dens placering efter ombygningen til korskirke var i nordsiden af Skippergangen fremme ved korsskæringen.
I 1646 blev den første font afløst af en smedejernsfont, udført af Holmens smedemester Hans Ulriksen Svitzer. Fonten er malet, marmoreret og med forgyldte detaljer. Den adskiller sig fra flertallet af danske døbefonte, ikke bare ved materialet, men også ved højden: 117 cm. Den er dog ikke unik. Der står en meget lignende jernfont i Kornerup Kirke.
I 1658 blev fonten omgærdet af en fontelukkelse, men i 1688 måtte den vige pladsen for stolerækker og blev flyttet til Urtegårdsgangens sydøstlige hjørne ved Abel Cathrines grav. Her stod den til 1756, hvorefter den blev opmagasineret. I 1853 fik Nationalmuseet fonten, men i 1921 kom den tilbage til kirken og står nu i korsskæringen.
Det var i forbindelse med en flytning af dåbskapellet, at man i 1756 udskiftede smedejernsfonten med en hvid marmorfont, udført af C.F. Stanley i klassicistisk stil. Den blev placeret i Urtegårsgangens sydvestlige hjørne ved David Dannels grav. Her stod den til 1872, hvor dåbsstedet igen holdt flyttedag, og hvor man igen benyttede lejligheden til at udskifte fonten. Stanleys font blev givet til Hvidovre Kirke, og i 1921 blev den overført til Sankt Nikolaj Kirke (København). I dag står den igen i sydenden af Urtegårdsgangen, i det såkaldte dåbskapel, midtfor under pulpituret, og er åbenbart den font, som bruges ved dåbshandlingen.
Den nye font fra 1872 blev udført af billedhugger Evens efter tegning af Ludvig Fenger, i sort marmor og sandsten. Den står siden 1921 i det store kapel. (Hvis kildernes årstal er pålidelige, må man slutte, at smedejernsfonten har været benyttet til dåbshandlingen fra 1921 frem til det tidspunkt, hvor Stanleys font er vendt tilbage til Holmens Kirke, hvilket må ligge efter 1959, da et billede fra dette år i Danmarks Kirker viser støbejernsfonten i dåbskapellet.)
På væggen over døbefonten i dåbskapellet hænger Anton Dorphs maleri Christus lader de smaa Børn komme til sig fra 1877.
- Den gamle smedejerns døbefont.
- C.F. Stanleys hvide marmorfont.
- Fengers sorte marmorfont i store kapel.
- Dåbskapellet i Urtegårdsgangen.

### Orgler
Den tidligste omtale af et orgel i Holmens Kirke er fra 1646, hvor Nikolaj Kirkes organist Johan Lorentz fik tilladelse af kongen til at opstille et orgel i kirken. Alt tyder på, at orglet var anbragt på samme sted som det nuværende, men der forlyder meget lidt om dets størrelse. Det fremgår dog, at det kun havde én bælg, som kunne trædes af en dreng, så det har været et beskedent instrument. Det blev senere solgt til Korskirken i Bergen.
I 1738 blev der opstillet et nyt orgel med seks bælge. Det blev leveret af Lambert Daniel Kastens, og det er dét orgels facade, som stadig ses i kirken. Orglet havde 43 stemmer og klokkespil. Det blev repareret fire gange på 1700-tallet, men uden at der blev ændret ved dispositionen.
I 1834-35 blev orglet repareret og udbygget med fem stemmer af hoforgelbygger Ramus.
I 1870 blev der installeret et nyt orgel bag Kastens facade, som blev udformet af Daniel Köhne, der netop var vendt hjem fra studier i Paris. Det blev lavet efter højromantikkens idealer og var et af landets første romantiske orgler. Instrumentet blev udvidet i 1910 af I. Starup. I 1924-25 og igen i 1930 ombyggede Marcussen & Søn orglet efter orgelbevægelsens nye idealer.
I 1956 byggede Marcussen & Søn et nyt orgel med 50 stemmer, stadig bag Kastens facade. Dette orgel er bygget efter samme idealer, som var gældende på Kastens tid.
I 2000 blev et seks stemmers flytbart kororgel indviet. Det er bygget af Henk Klop og disponeret på samme måde, som man formoder, at Lorentz orgel var.

### Kirkeskibe
Midt i korsskæringen er ophængt en model af Niels Juels admiralsskib Christianus Quintus. Modellens navn er Pietate et justitia. Den er bygget på orlogsværftet i 1904 af Otto Dørge efter tegning fra 1697. Den er givet til kirken af R. P. Troensegård.
På billeder fra 1959 i Danmarks Kirker kan man se to skibmodeller, i hhv. Korgang og Skippergang. Det manglende skib er en model af Holsteen, også denne udført af skibsbygger Dørge. Det blev ophængt i kirken i 1928, men blev nedtaget i forbindelse med en renovering i 1983 og deponeret på Orlogsmuseet, hvor det stadig findes. Modellen blev givet til kirken af arkitekt E. W. Marston.
Endvidere oplyser Orlogsmuseet, at den ældste model i deres samling, orlogsskibet Anna Sophia, også har hængt i Holmens Kirke, men der foreligger ingen årstal. Der er ikke nogen skibsmodel at se på Nationalmuseets billede af kirkerummet fra omkring 1860.

### Fane
I lighed med Københavns to andre militære kirker, Garnisons Kirke og Kastelskirken har Holmens Kirke også en kirkefane. Den hænger ved det sydvestlige hjørne af Urtegårdsgangen, ved kapellet for frivillige faldet i allieret tjeneste.

## Gravminder
Holmens Kirke er rig på gravminder. I Danmarks Kirker redegøres for over 350 fordelt på:
- Niels Juels og Benzons kapeller
- 36 epitafier – 17 i kirken (1652-1828), 19 i kapelsalen (1715-1914)
- 42 gravsten (1661-1905)
- 4 kister i kapelsalen (1676-1845)
- Talrige kister i krypten, hvoraf 9 er beskrevet (1671-1847)
- 245 kisteplader (1665-1957)
- 7 mindetavler – 4 i kirken, 3 i kapelsalen
- 3 monumenter på kirkegården

Desuden redegøres der for over 200 gravminder, som er registreret, men er forsvundet eller ikke længere er i kirkens besiddelse. De fordeler sig på:
- 9 epitafier
- 89 gravsten
- 111 kisteplader

### I kirken
Den første verificerede begravelse inde i kirken er noteret bag på altertavlen, og gælder kirkens første sognepræst Niels Mikkelsen Aalborg, som døde i 1646. Man har altså ikke foretaget begravelser under gulvet i den første kirke. I korskirken blev alle medlemmer af menigheden, som havde råd, begravet under kirkegulvet eller i et af kapellerne. I de fleste tilfælde var det muldbegravelser, men i koret har der været 13 murede grave, inklusive en stor gravkrypt under alteret. I hvert af yderhjørnerne i de tre andre korsarme har der været en muret grav, som gik op over gulvniveau, og endelig var én af de 5 grave i korsskæringen også muret.
De murede grave i Skippergangen ejedes af Gabriel Jacobsen Kyng (sydøst, 1659) og kantor Christen Sørensen Vedel (nordøst, 1651). I Urtegårdsgangen lå David Dannel (sydvest, 1659) og Abel Cathrine (sydøst).
Muldbegravelserne blev sløjfet i 1834, og af de murede grave er der kun rester tilbage i dag.
Af de 17 epitafier i kirken skal her kun nævnes nogle enkelte. Det ældste er fra mellem 1648 og 1652 og sat over familien Numsen. Det er opbygget i to omgange. Den første udgave blev sat af Hans Numsen over hans hustru Inger Margreta, som døde 1648. Hans Numsen døde selv i 1652. Maleriet i midten er af Karel van Mander og forestiller foruden Hans Numsen, Inger Margreta og deres 5 børn også Numsens anden hustru, Maren Willumsdatter Dichmand, som han giftede sig med i 1649. Den fjerde af sønnerne, Matias Numsen lod efter hans hustru Maria Worms død i 1715, hustruens og eget billede tilføje til epitafiet, som figurer oven på hovedgesimsen, på hver sin side af deres våben. Matias Numsen har også forfattet indskriften på det ovale felt under maleriet. Epitafiet sidder i Korgangens nordvestlige hjørne.
Det nyeste er fra 1828 og sat over Cecilia Catharina Falsen, som døde i 1816, af hendes mand. Relieffet i epitafiet er et originalarbejde af Thorvaldsen (Natten). Ifølge Danmarks Kirker har epitafiet været flyttet fra sin oprindelige placering ved opgangen til prædikestolen, til Urtegårdsgangens vestvæg, til fordel for en mindetavle for Holmens Provst H. M. Fenger. Billeder fra 1960 bekræfter dette, men tidpunktet for rokeringen fremgår ikke. I dag sidder Falsens epitafium igen på sin oprindelige plads, mens Fengers mindetavle er flyttet til Skippergangens sydvæg, over pulpituret. Heller ikke for denne flytning foreligger der nogen dato.
På korets nordvæg er der opsat to mindetavler over danske søfolk, som satte livet til på havet under de to verdenskrige. I 1950 blev der oprettet et mindekapel over frivillige, der faldt i årene 1940-45 i allieret krigstjeneste. Kapellet er tegnet af arkitekt Arne Nystrøm og er placeret i Urtegårdsgangen, uden for dåbskapellet, på vestsiden.
En del af kirkens store samling af kisteplader er i dag ophængt på væggene i trapperne op til pulpiturerne.
- Numsens epitafium i Korgangens nordvesthjørne. 1652.
- Cecilia Catharine Falsens epitafium på Korgangens sydvæg. Relief af Thorvaldsen. 1828.
- Fengers mindetavle på Skippergangens sydvæg, over pulpituret.
- Kisteplader i trappen i sydgavlen.

### I kapellet

#### Sarkofager
Det var ikke arkitekten J. C. Ernsts mening, at der skulle stå kister i det store kapels sal, dertil var de 36 gravkrypter nedenunder beregnet. Salen var til epitafier og andre mindesmærker. Ikke desto mindre blev Niels Juels families sarkofager flyttet til salen i 1709, som nævnt ovenfor, uden hensyn til arkitektens protester. Snart fulgte andre, og i dag står der i alt 18 kister og sarkofager i kapelsalen.
Niels Juels kapel blev opstillet i store kapels sydende, hvis væg blev rettet af, så den er vinkelret på sidevæggene. De tre vægge omkring de fire sarkofager er beklædt med et omfattende epitafium fra 1697, som formodentlig har været sat op på samme måde i det første kapel, tilbygget i hjørnet mellem Korgangen og Urtegårdsgangen. På den fjerde side er kapellet afgrænset til kapelsalen af et gitterværk med låger i midten. Over det hele er ophængt 20 gravfaner, 4 store og 16 små (anefaner).
De fire sarkofager tilhører, fra venstre med højre, Gregers Juel (1731), Niels Juel (o. 1698), hustruen Margrethe Ulfeldt (o. 1703) og sønnen Knud Juel (o. 1709). Epitafiet er opbygget om en midtersektion med Niels Juels buste på guldbaggrund, hvorunder er indfældet to sortmalede sten med mindetekster, forfattet af Thomas Kingo, den øverste for Niels Juel og den nederste for hustruen. På hver side af dette er der fire sektioner med ensartet opbygning: øverst en guirlande på marmorbaggrund, derunder et alabasterrelief, der fremstiller en af Juels sejre, derunder en plade med forklarende tekst af Kingo, og nederst et sandstensfundament. Gravfanerne er blevet fornyet et par gange i tidens løb, senest omkring 1900 for de fleste af dem. De fire store faner er fra venstre: den røde blodfane, frydefanen (som er den eneste, der er ældre end 1900), navnefanen med monogram og til sidst den sorte sørgefane.
I den modsatte ende af kapelsalen blev der i 1710 indrettet et kapel for de benzonske sarkofager, på samme måde afgrænset af er gitterværk. Gitterværket er forsvundet i første halvdel af 1900-tallet, måske i forbindelse med afretningen af endevæggen i 1936. Kapellet omfatter i dag et epitafium og to sorte stensarkofager. I den ene ligger Niels Benzon, "herre til Waar, Aastrup, Gieltesdal, Aggersvold, Mørchegaard og Biørnekiær", i den anden formodentlig én af hans to hustruer, Elisa (eller Else) Scavenius (død 1689) eller Anna von Meulengracht (død 1723), men det fremgår ikke af kilderne hvilken. De er begge nævnt på epitafiet. Fem kisteplader for andre medlemmer af den benzonske familie, som tidligere blev opbevaret i kirken, er overgået i familiens eje.
Ved istandsættelsen i 1910-11 flyttedes to andre sarkofager tilhørende Juels familie op fra krypten. De blev anbragt lige uden for Juels kapel, langs vestvæggen Vibeke Juels sarkofag (Niels Juels datter) og langs østvæggen Niels Juel den Yngres sarkofag, begge i sandsten.
Også Peter Wessel Tordenskiolds kiste har fundet vej til kapelsalen. Tordenskiold var så uforsigtig at lade sig slå ihjel i en ulovlig duel, og fik derfor ikke en statsbegravelse som Niels Juel. Hans kiste blev sejlet til Holmens Kirke "en mørk og stormfuld nat" 3. januar 1721 og diskret anbragt i gravkrypt nr. 1. Den enkle fyrretræskiste henstod her, til den i 1759 blev flyttet til en muret gravkrypt under alteret. I 1787 blev kisten fornyet og flyttet til kapellets krypt nr 35, en stor fælleskrypt under nordenden af kapellet. Først i 1819 fik kisten sin nuværende plads i en sort marmorsarkofag foran et marmorepitafium over gravkrypt nr. 4. Marmoren stammer fra Vor Frue Kirkes lager af marmor fra ødelagte sarkofager. Portrætmedallionen på epitafiet er af Nicolai Dajon.
Af de øvrige kister kan nævnes Hans Hansen Osten og Abel Cathrines ens læderbetrukne kister, samt den store marmorsarkofag med Niels W. Gade, kirkens organist gennem 32 år. De senest tilkomne sarkofager tilhører kammerherre Andreas du Plessis de Richelieu (d. 1932), kammerherreinde Dagmar du Plessis de Richelieu (d. 1942), Direktør K. K. Kirk (d. 1935) og Emilie Kirk (d. 1969). De er placeret langs vestvæggen, i forlængelse af Vibeke Juels sarkofag.
- Niels Juels kapel i store kapels sydende.
- Benzons kapel i store kapels nordende.
- Peter Tordenskiolds sarkofag i store kapel.
- Niels W. Gades sarkofag i store kapel.

#### Epitafier
I kapelsalen ses i dag foruden epitafierne i Juels og Benzons kapeller 23 epitafier og mindetavler plus nogle kisteplader og blikskjolde med adelige våbener. De 17 af epitafierne er anbragt på østvæggen, som det var arkitektens mening, resten er anbragt mellem eller under vinduerne på vestvæggen. Egentlig er der ét epitafium mere, idet det ældste fra 1715 over Peter Jespersøn, i 1757 blev indarbejdet i Peder Herslebs epitafium, hvor det udgør den højre indskriftplade. Den venstre del omtaler Peder Hersleb, biskop over Sjællands Stift, og hans hustru Boletta Hiort.
Tordenskiolds sarkofag står som nævnt foran et epitafium for viceadmiralen, sat af Frederik 6.. Niels W. Gades sarkofag står også foran et epitafium. Af de øvrige kan nævnes William Wains fra 1882, opsat af ansatte ved Burmeister & Wain, og admiral Carl Wilhelm Jessen, guvernør på Sankt Thomas, død 1823, hvis ligsten blev hjemført 1901 "på skonnerten Ingolf" og opsat i kapellet. Endelig står der et sandstensmonument med marmortavle for C. F. Hansen og G. F. Hetsch samt dennes hustru og en frøken W. J. Hansen på gulvet ved vestvæggen, mellem krypt 18 og 19. Monumentet er udført af E. L. Vieth omkring 1885.
De nyeste mindetavler er en over Kontreadmiral Carl Hammerich, som døde på Shellhuset 1945, og en fællestavle for faldne for fædrelandet mellem 1943 og 1945.
- Peter Jespersøns epitafium fra 1715, siden 1757 indsat i højre side af Peder Hersleb og Bolette Hjorts epitafium i store kapel.
- C.F.Hansen og G.F.Hetschs epitafium i store kapel. o.1885.
- Carl Wilhelm Jessens ligsten i store kapel. 1901.
- Mindetavle over faldne søfolk i anden verdenskrig i store kapel.

### I krypten
Krypten under kapelsalen er normalt ikke åben for offentligheden. Det er derfor ikke umiddelbart muligt at kontrollere, om følgende oplysninger fra Danmarks Kirker stadig stemmer.
Det ældste gravminde er en lille plade ved indgangen med en kryptisk inskription, der daterer den til 1671, altså før kapellet blev bygget. En anden sten med inskription er indmuret ved krypt nr. 17 og fortæller om to små lig overført fra det kongelige slots kapel. Det formodes at der er tale om Frederik 4.s børn med Anna Sophie Reventlow. I krypt nr. 2 sidder en marmortavle hvis inskription fortæller at kammerherre F. Hoppe og kontreadmiral I.C. Hoppe har erhvervet denne krypt "til evig og upåtalt ejendom".
I krypt nr. 3 står kisten med lensbaronesse Ida Wilhelmine Rosenkrantz, som også har et epitafium i kapelsalen. Krypt nr. 15 rummer familien Haxthausens kister, og i blændingen over den i kapelsalen står det tilhørende epitafium. I krypt nr. 18, under epitafiet ved vestvæggen, ligger C.F. Hansen og hans pårørende. Kommandørkaptajn Henrich Gerners familiekrypt, nr. 25, er muret til, men en sten fortæller, hvem der ligger der.

### I urtegården
I korurtegården er der indmuret et antal gravsten i hegnsmuren og i store skriftestols mur. Danmarks Kirker nævner 8 gravsten, den ældste fra o. 1666 over Hans Sevrenssøn og Mete Mogens Dater. Den nyeste er fra 1872 og sat over kgl. skuespiller Christen Martin Foersom af kunstfæller ved Det Kongelige Teater.
I midten af gården står H.W. Bissens statue af Tordenskiold, som blev opstillet i 1872. I dag kaldes korurtegården også Tordenskioldsgården af kirkens personale.
I hjørnet mellem Skippergang og Kaptajnsgang – "Lille Urtegård" – er oplagt otte store flade gravsten, en granitpyramide med Jens Wadums navn på fra o. 1804 samt en opretstående granitsten for admiral H.C. Sneedorff, død 1824. I Kaptajnsgangens østmur er indsat en sten for kontreadmiral Svend Martin Ursin og hustru Frederikke Maria fra o. 1810, og en mindetavle for Jørgen Balthazar Winterfeldt og hustru Marie Magdalene opsat i 1905 af Trøstens Bolig (Winterfeldts stiftelse for boliger til enker og ugifte). Ved indgangen til området ligger et mindesmærke i form af et anker.
"Store Kirkegård" på kirkens sydside har i dag mere karakter af et parkanlæg. Der er bevaret 11 gravsten, og der er opstillet to mindesmærker. Langs det store kapels mur står 8 sten hvoraf de tre er udført som hvide marmorplader indsat i en granitsten med et hvidt kors ovenpå. På plænen står en forvitret sten over slægten Gerner, og under træet ved østgavlen ligger en sten over gehejmeråd Peter Hersleb Classen den ældre, død 1825. Endelig står der et stort monument med portrætbuste over Sjællands biskop Bruun Juul Fog, død 1896.
De to mindesmærker er dels et monument "for de danske søfolk, som i aarene 1939-45 satte livet til under søkrigens farer", dels en granitsten for "Brand- og redningsfolk omkommet under udøvelsen af deres gerning". Sidstnævnte blev afsløret af kronprins Frederik den 6. oktober 2006, i anledning af Brand- og redningskorpsenes 100 års jubilæum.
En tilbygning til kirken blev forhindret i 2008.
- Korurtegård. Gravsten indmuret i store skriftestols østvæg.
- Lille urtegård.
- Store kirkegård.
- Mindesmærket over brand- og redningsfolk på store kirkegård.

## Eksterne kilder og henvisninger
- Wikimedia Commons har flere filer relateret til Holmens Kirke
- Orlogsmuseet
- kirkeskibet.dk Arkiveret 15. august 2020 hos  Wayback Machine
- Holmens Kirke hos KortTilKirken.dk
- Holmens Kirke hos danmarkskirker.natmus.dk (Danmarks Kirker, Nationalmuseet)